# Cryptohelcostizus dichrous
Cryptohelcostizus dichrous är en stekelart som beskrevs av Henry Lorenz Viereck 1921. Cryptohelcostizus dichrous ingår i släktet Cryptohelcostizus och familjen brokparasitsteklar. Inga underarter finns listade i Catalogue of Life.